# Дуванлии
Дуванлии (стар вариант на името Дуванджии) е село в Южна България, част от община Калояново в област Пловдив. Населението му е около 570 души (2022).

## География
Дуванлии е разположено на 252 метра надморска височина в Горнотракийската низина, на 1,5 километра северозападно от центъра на общинския център Калояново и на 24 километра северно от Пловдив. През селото преминава река Тикла. Землището му има площ 13,104 квадратни километра и граничи със землищата на Житница на северозапад и запад, Калояново на юг, Черноземен на изток и Долна махала и Черничево на север.

## История
Край селото е открит един от най-важните тракийски некрополи. Той се състои от над 50 могили, от V век пр. Хр. до Римската епоха. Изследван е през 1926 – 1929 година под ръководството на професор Богдан Филов.
Селото води своето начало от 1688 г., когато тук се заселват павликяни, приели католицизма. Те идват от съседните села, както и от Северна България. Дори названието на селото – Дуванлий – произлиза от Дуванжъ (на турски означава богомолец). През 1742 г. пловдивският епископ Никола Радовани в свой отчет до Конгрегацията на вярата в Рим съобщава: Тръгнах за Дуванлии, четвърт час разстояние – покръстих деца 13, причестих 55. Намерих къщи 51, всичко 331 души.
Един от най-известните и най-образовани българи през XVIII век. – Павел Гайдаджийски, е свързан със селото. Той е известен с прякора Дуванлията. Със сигурност може да се твърди, че неговите родители са католици от селото. След завършване на образованието си в Рим, през 1757 г. той се завръща в България, където работи в католическите селища на Южна България. Обслужва Силджиково, Дуванлии, Хамбарлии, Даваджово и София. През 1773 г. е избран за Софийско-пловдивски епископ. Три години след това – за Никополски.
Поради близостта си с другите католически села, енорията няма собствен енорийски свещеник до 1 февруари 1848 г.
Роденият в Дуванлии отец Фортунат Бакалски е последният редактор на вестник „Истина“ и последният директор на издателството „Добрият печат“ в София. През юли 1952 г. в селото са арестувани голяма група католици, обвинения са повдигнати срещу 40 души. Отец Фортунат също е арестуван и е откаран в Софийския затвор, където е подложен на мъчения. Умира по време на следствието. По същия процес отец Лино Драганов, също роден в енорията, получава присъда 14 години лишаване от свобода.

## Население
По текущи данни на ГРАО населението на Дуванлии е 565 души (15 март 2024). При преброяването през 2011 година са отчетени 548 жители, като сред самоопределилите се по етническа принадлежност 89,6% са българи, 7,8% турци, а 2,4% роми.

## Инфраструктура
През Дуванлии преминава Републикански път III-642, свързващ Калояново с Хисаря, а югозападно от селото – общински път от Калояново към Житница и Старо Железаре.

## Култура
Всяка година на 24 февруари се отбелязва кукеров ден – Заговезни.

## Известни личности
Родени в Дуванлии
- отец Владимир Пенев – католически духовник, конвентуалец, иконописец-хералдик
- отец Фортунат Бакалски – редактор на вестник „Истина“ и директор на издателството „Добрият печат“